# Nikotinamid
Nikotinamid (také niacinamid, vitamín B3, starší název vitamín PP - protipellagrový vitamín, vitamín P, antipelagra faktor) je amid kyseliny nikotinové (niacin - nicotinic acid vitamin).
Nikotinamid má velmi podobnou strukturu jako kyselina nikotinová, ve které je karboxylová skupina nahrazena skupinou karboxamidovou (CONH2). Nikotinová kyselina je v organismu konvertována na nikotinamid, a tak obě sloučeniny z hlediska vitamínů fungují shodně. Nikotinamid však nemá stejné farmakologické a toxické účinky jako niacin.
Nikotinamid je to ve vodě dobře rozpustný vitamín ze skupiny vitamínů B, konkrétně vitamín B3. Vitamín B3 neobsahuje pouze nikotinamid. Skládá se z kyseliny nikotinové, nikotinamidu, z komplexnějších amidů a řady esterů.
Nikotinamid je složkou nikotinamidadenindinukleotidu (NADH), důležitého koenzymu účastnícího se energetického metabolismu v těle.
Nedostatek nikotinamidu v těle způsobuje nemoc zvanou pellagra. Nikotinamid může mít i toxické účinky na játra v dávkách převyšujících 3 g/den u dospělých.

## Historie

NAD^{+} (oxidovaná forma NADH), obsahuje nikotinamidovou složku (zvýrazněna červeně)

Nikotinamid byl objeven v letech 1935 až 1937. V současnosti je dostupný jako generický lék a volně prodejný. Patří mezi základní léky dle Světové zdravotnické organizace.

## Struktura
Struktura nikotinamidu se skládá z pyridinového kruhu, ke kterému je v meta poloze připojena primární amidová skupina. Je to amid kyseliny nikotinové. Jako aromatická sloučenina prochází elektrofilními substitučními reakcemi a transformacemi svých dvou funkčních skupin.

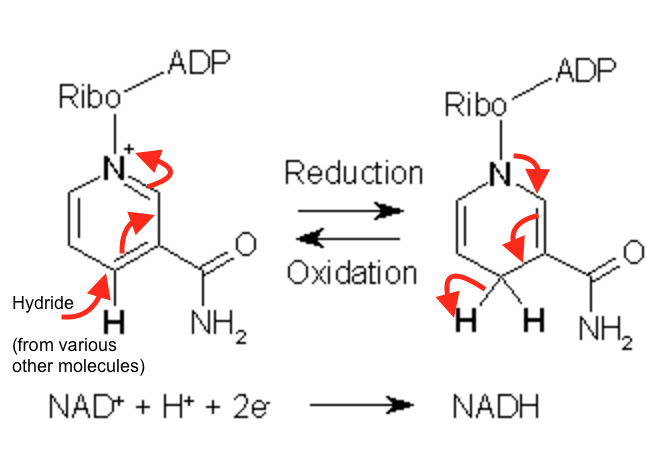
Aktivní nikotinamidová skupina v molekule NAD^{+} prochází oxidací a redukcí v mnoha metabolických drahách.

Má velký biochemický význam jako důležitá složka koenzymů NADH/NAD+ a NADPH/NADP+, které jsou schopné reverzibilní vodíkové vazby. Pyridinový kruh je oxidován nebo redukován, čímž dusík získává nebo ztrácí svůj kladný náboj.
NAD+ působí jako nosič elektronů, který v buňce pomáhá při vzájemné přeměně energie mezi živinami a energetickou sloučeninou adenosintrifosfátem (ATP).  Formální náboj dusíku nikotinamidu je stabilizován sdílenými elektrony ostatních atomů uhlíku v aromatickém kruhu.
NADH vzniká přidáním atomu hydridu k NAD+, molekula pak ztrácí své aromatické vlastnosti a tím i stabilitu. Tento produkt s vyšší energií ji později ztrácí uvolňováním hydridu zpět na NAD+. V případě elektronového transportního řetězce pomáhá při tvorbě adenosintrifosfátu. Jeden mol NADH uvolní při oxidaci 158,2 kJ energie.

## Syntéza
Nikotinamid vzniká z akroleinu a amoniaku. Ty reagují na 3-methylpyridin (β-pikolin), který je oxidován na nitril kyseliny nikotinové. Jeho hydrolýzou vzniká nikotinamid.
Komerčně se nikotinnamid vyrábí z kyseliny nikotinové (niacinu) nebo nikotinonitrilu.

## Funkce
Vitamín B3 je nezbytný pro energetické reakce v buňkách. Je důležitý pro srdeční, nervovou a svalovou aktivitu a pro udržení zdravé pokožky a dobrého fungování trávicího traktu.
Vitamín B3 se nachází v zelenině a mase (i ve slanině), ale zejména v játrech, sušeném ovoci a jádrech ořechů, kávě a čaji. Denní doporučená dávka:
- dospělí a dospívající: 15–20 mg u mužů a 13–15 mg u žen
- těhotné ženy: 17 mg
- děti ve věku 7–10 let: 13 mg, 4–6 let: 12 mg, 1–3 roky: 5–9 mg

Jeho nedostatek nebo přebytek způsobuje tyto choroby:
- nedostatek: únava, deprese, pigmentová kožní vyrážka, dermatitida, anémie, průjem a v horších případech demence
- přebytek: zarudnutí kůže, svědění